# Søren Norby
Søren Norby, också kallad ”Severin Norbi”, född någon gång mellan 1460 och 1480, död en kort tid efter 12 mars 1530 i Florens, var en dansk sjömilitär och länsherre på Visborgs slott på Gotland.

## Biografi
Søren Norby var i tjänst hos kung Hans och Kristian II. Han hade befälet över den danska flottans största skepp under flera sjöslag mot Sverige och Lübeck. Norby blev av Kristian II tilldelad flera län i Skandinavien, bland annat Gotland, där han huserade i Visby från 1517 till 1522, och av Fredrik I Sölvesborg åren 1525 till 1526. Han startade 1525 ett uppror bland bönderna i Skåne mot Fredrik I i syfte att återinsätta Kristian II men förlorade i slaget vid Bunketofta. Han flydde till Livland och kom senare i den tyske kejsaren Karl V:s tjänst. 

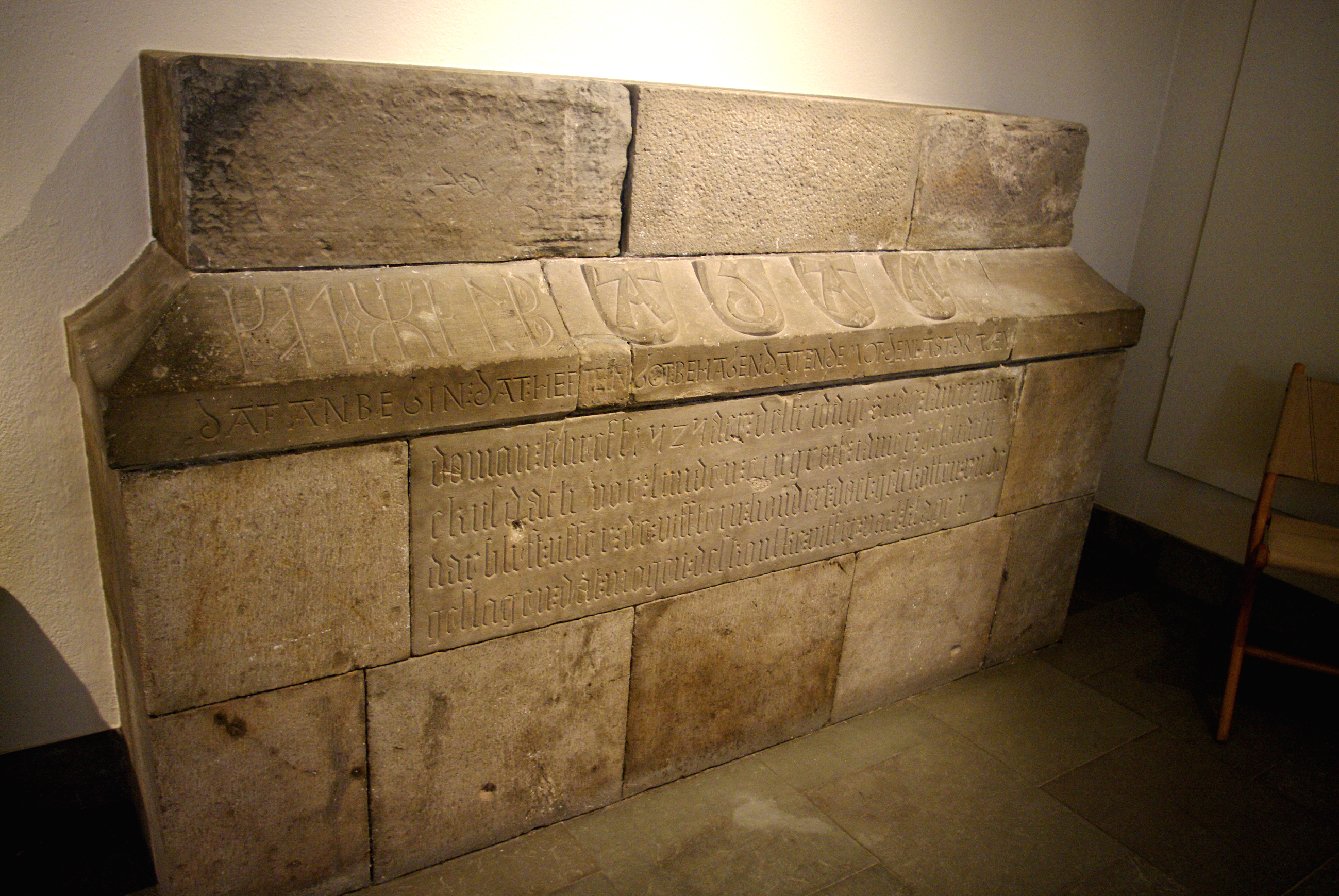
Minnesinskription över slaget utanför Lund 1525.

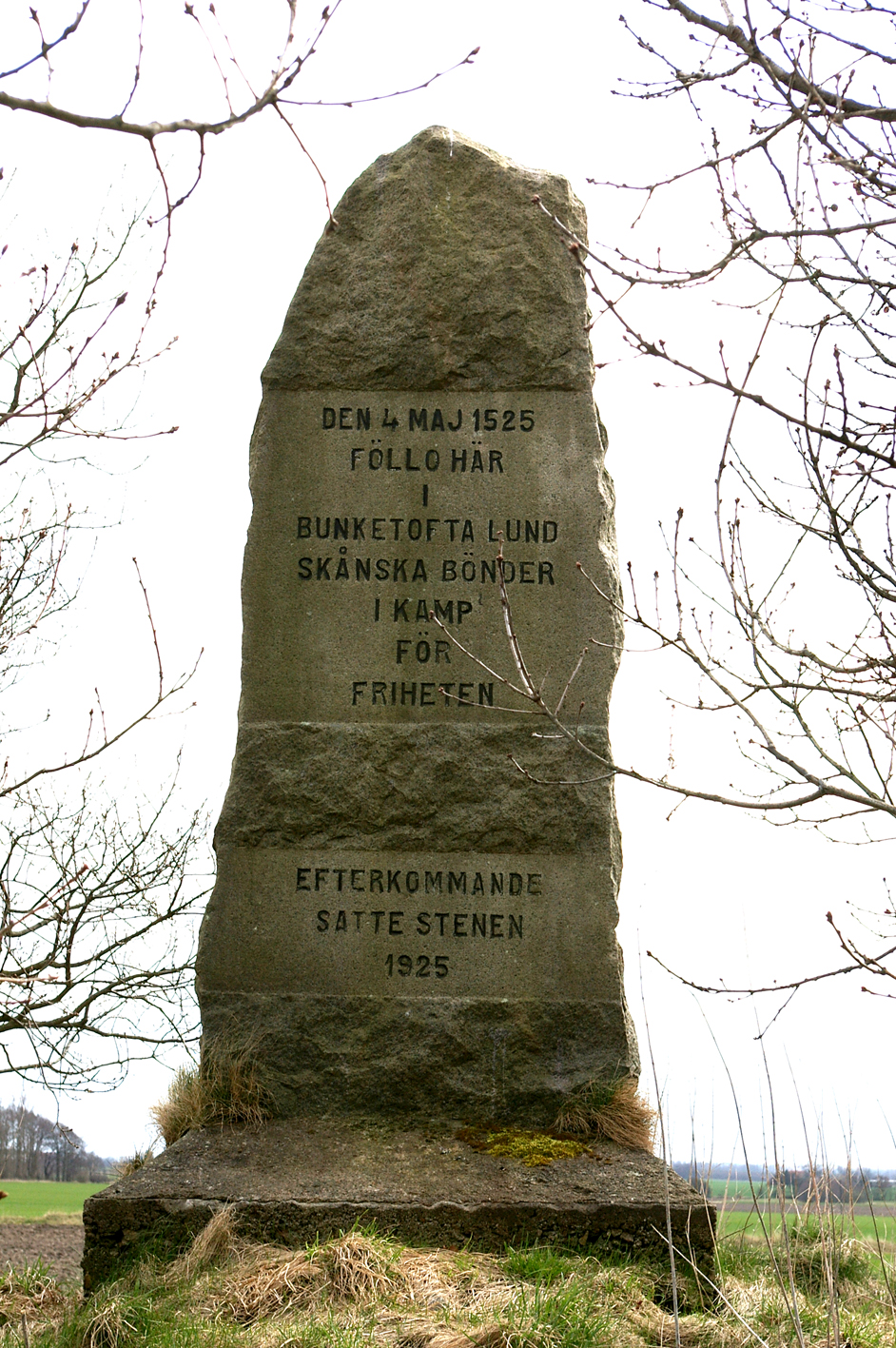
Minnesstenen över slaget vid Bunketofta lund 1525.

Sören Norby föddes i en lågadlig släkt på den danska ön Fyn. Medlemmar ur släkten ägde två stamgods, Uggerslev och Lehnskov. Norby släkt sägs härstamma från Tyskland: Altona, Süseler See, Eutin och Slesvig-Holstein. Första gången Sören Norby omtalas är 1504 som sjöman hos den svenske riksföreståndaren Svante Nilsson (Sture). 1507 var han kommendant för en av kung Hans flotteskadrar vid angreppet på Ålandsöarna och under kungens strafftåg mot Rügen åren 1509 och 1511. Sistnämnda år deltog han också som underbefälhavare i slaget mellan Danmark och Lübeck i slaget vid Bornholm. 1510 mottog Sören Norby ett kaparbrev av kung Hans som gav honom tillstånd att attackera alla fiendeskepp.
Sören Norbys skicklighet till sjöss gjorde att han av både kung Hans och Kristian II tilldelades län. Av kung Hans fick han Börringe län i Skåne och Haraldsborgs län vid Roskilde. Sören Norby var också länsman på Island från 1515 till 1517. Han blev utnämnd till amiral över den danska flottan 1517 och blev samtidigt länsman på Visborg på Gotland. Från denna sjöstrategiskt viktiga punkt behärskade han Östersjön åt kungen. Från denna bas härjade han i Östersjön på Svenska och Tyska skepp. Han har beskrivits av minst en modern historiker som pirat.
Under Kristian II:s krig mot Lübeck och Sverige 1517–1520 angrep han med sin flotta Borgholm på Öland och efter segern fick han Öland som län. Vid Stockholms erövring 1520 spelade han en betydande roll. Genom att blockera Stockholm från sjösidan hjälpte han Kristian II att vinna staden. Vid Kristians kröning i Storkyrkan bar han spiran och blev därefter dubbad till riddare. Av kungen blev han också tilldelad Kalmar slott.
När Gustav Vasa under befrielsekriget belägrade Stockholm med sina skepp försökte Norby nå fram till den instängda staden med förnödenheter, men alla hans handelsskepp blev tagna av svenskar och tyskar. Sören Norby skriver vad fienden gjorde mot de civila sjömännen:
| ” | Hade jag inte lyckats slå mig ut med mina krigsskepp hade de bragt både mig och annat ärligt krigsfolk om livet, såsom de hava gjort med andra mina tjänare, ty det var väl vid sexhundra man på skeppen, som de först tog till fånga, och förde på sina egna skepp, dem de fördelade och höll fängslade ett dygn, och som de följande dagen kastade bundna till händer och fötter överbord och uti havet, allt under larm av pipor, trummor och trumpeter, samt avlossande av deras stycken (kanoner) på det att deras rop och jämmer innan de hann drunkna, ej skulle höras. | „ |

Efter det att Kristian II avseglat från Danmark för att hämta krigshjälp från Nederländerna behöll Sören Norby lojalt Gotland och en stor del av den danska flottan för sin kungs räkning i väntan på hans återkomst. Härifrån uppbringade han de hanseatiska handelsskeppen och tog deras last. För att kunna betala sina soldater började han prägla egna mynt med namnet Severin Norbi. 
Norby höll på att bli farlig för Sveriges rike även av en annan anledning. I Köpenhamn hade han lärt känna Kristina Gyllenstierna under hennes fångenskap. Han brevväxlade med henne och tycks ha haft för avsikt att begära hennes hand för att med hjälp av det populära Sturenamnet kunna spela en betydande roll i Sverige. Han hade också kontakter med dem som var missnöjda med Gustav Vasa och planerade att vid lämpligt tillfälle starta en revolt mot "bondekungen av Sverige", som han kallade Gustav.
Norbys krig mot Hansan fick Lübeck att utöva påtryckningar mot Gustav Vasa om att erövra Gotland. Påtryckningarna började redan före kungavalet i Strängnäs och fortsatte under hela början av 1524. Till slut gav Gustav Vasa med sig och sände en invasionsstyrka ledd av Berend von Melen. Man lyckades erövra större delen av ön men aldrig inta Visborgs slott. Samtidigt låg dock Sören Norby i hemliga förhandlingar med danske kungen Fredrik I. Fredrik I, som inte var intresserad att släppa Gotland till Sverige, hoppades kunna vinna över Norby på sin sida och underhöll därför Norby med förnödenheter under belägringen. I Malmö recess stadgades att om svenskarna intagit Visborgs slott före 1 september 1524 skulle ön tillfalla Sverige, annars skulle ön tillfalla Danmark. Några utsikter för Sverige att hinna inta slottet på den utsatta tiden fanns inte. På grund av beslutet i Malmö recess behöll Norby Visborgs slott och fortsatte förhandlingar med Gustav Vasa och Fredrik I i avsikt att hjälpa Kristian II tillbaka till tronen. 17 september 1525 tog kejsar Karl V – Kristian II:s svåger – Sören Norby under sitt beskydd som ståthållare på Gotland.
1525 landsteg han i Sölvesborg och vann snart bönderna i Blekinge och delar av Skåne för Kristian II:s sak. Kungen lät han hylla på Lunds landsting. Mellan Malmö och Lund krossades dock allmogehären av Fredrik I:s tyska legotrupper. Ett stort blodbad följde. Bönder blev till och med utdragna ur domkyrkan, där de sökt skydd, och avrättade. Sören Norby satte sig fast i Landskrona. En ny stor bondehär samlades då vid Bunketofta lund utanför Helsingborg. Här blev de fullständigt massakrerade av legotrupperna. Sören Norby gav då upp med löfte att få inträda i Fredrik I:s tjänst, och erhöll Sölvesborgs slott i förläning. 
1526 fördrevs han dock efter att ha bibehållit politiska kontakter med Kristian II, och flydde då över till Livland. Från Livland begav han sig till Moskva, där han försökte vinna storfursten Vasilijs stöd för Kristian II vilket misslyckades. 1528 mötte han Kristian II som då vistades i Nederländerna. 1529 trädde han i kejserlig tjänst, och stupade strax efter den 12 mars 1530, träffad av en kanonkula under en belägring av Florens. Han begravdes i ett kloster utanför Florens.